# 保尔·福尔
保尔·福尔（法語：Paul Fort，1872年2月1日—1960年4月20日），二十世纪法国著名诗人、剧作家。保尔·福尔出生于法国兰斯，年少时就读于路易大帝中学。保尔·福尔是象征主义的代表人物之一，他的代表作《拉龙德》因表达对世界友谊的恳愿而享有世界范围的声誉。1960年，保尔·福尔病逝于法国蒙雷里，享年88岁，去世后遗体埋葬在当地。